# Made in Argentina
Made in Argentina és una pel·lícula dramàtica argentina de 1987, dirigida per Juan José Jusid, basada en l'obra teatral Made in Lanús (1986) de Nelly Fernández Tiscornia. Va ser filmada en escenaris de Buenos Aires i Nova York.

## Sinopsi
Osvaldo i Mabel, un matrimoni argentí exiliat per raons polítiques als Estats Units, viatgen al seu país d'origen després de deu anys per a retrobar-se amb els seus familiars i amics, entre ells, «el Negro», germà de Mabel, i la seva esposa, «la Yoli». Mabel li ofereix al seu germà la possibilitat de treballar a Nova York amb l'objectiu de millorar la seva situació econòmica, però la seva esposa s'oposa.

## Repartiment
| Actor               | Personatge       |
| ------------------- | ---------------- |
| Luis Brandoni       | Osvaldo          |
| Marta Bianchi       | Mabel            |
| Leonor Manso        | Yoli             |
| Patricio Contreras  | El negro         |
| Hugo Arana          | Cacho            |
| Mario Luciani       |                  |
| Alberto Busaid      | Quique           |
| Gabriela Flores     |                  |
| Alejo García Pintos | Ariel            |
| Frank Vincent       | Vito             |
| Jorge Rivera López  | profesor         |
| Andrés Ares         |                  |
| Leonor Miniño       |                  |
| Marzenka Novak      |                  |
| Roxana Randon       |                  |
| Jorge Schubert      | Jugador de rugby |
| Aldo Piccioni       |                  |

## Premis
- * 1988 - Premi Cercles Precolombins del Festival de Cinema de Bogotà.[3]
- 1987 - Segon Premi Coral del Festival Internacional del Nou Cinema Llatinoamericà de l'Havana, en la rúbrica ficció.[4]
- 1987 - Premi Air Canada per a la pel·lícula més popular del Festival Internacional de Cinema de Mont-real.[5]
- 1987 - Premi Caracol de la Uneac, Unión de Escritores y Artistas de Cuba.
- 1987 - Premi Roque Dalton de l'emissora Radio Habana Cuba.
- 1987 - Premi Coral a la millor actuació masculina (Patricio Contreras) del Festival Internacional del Nou Cinema Llatinoamericà de l'Havana.
- 1987 - Premi a la millor actriu (Leonor Manso) atorgat per SEMINCI, 32a Setmana Internacional de Cinema de Valladolid.